# 醜娃娃

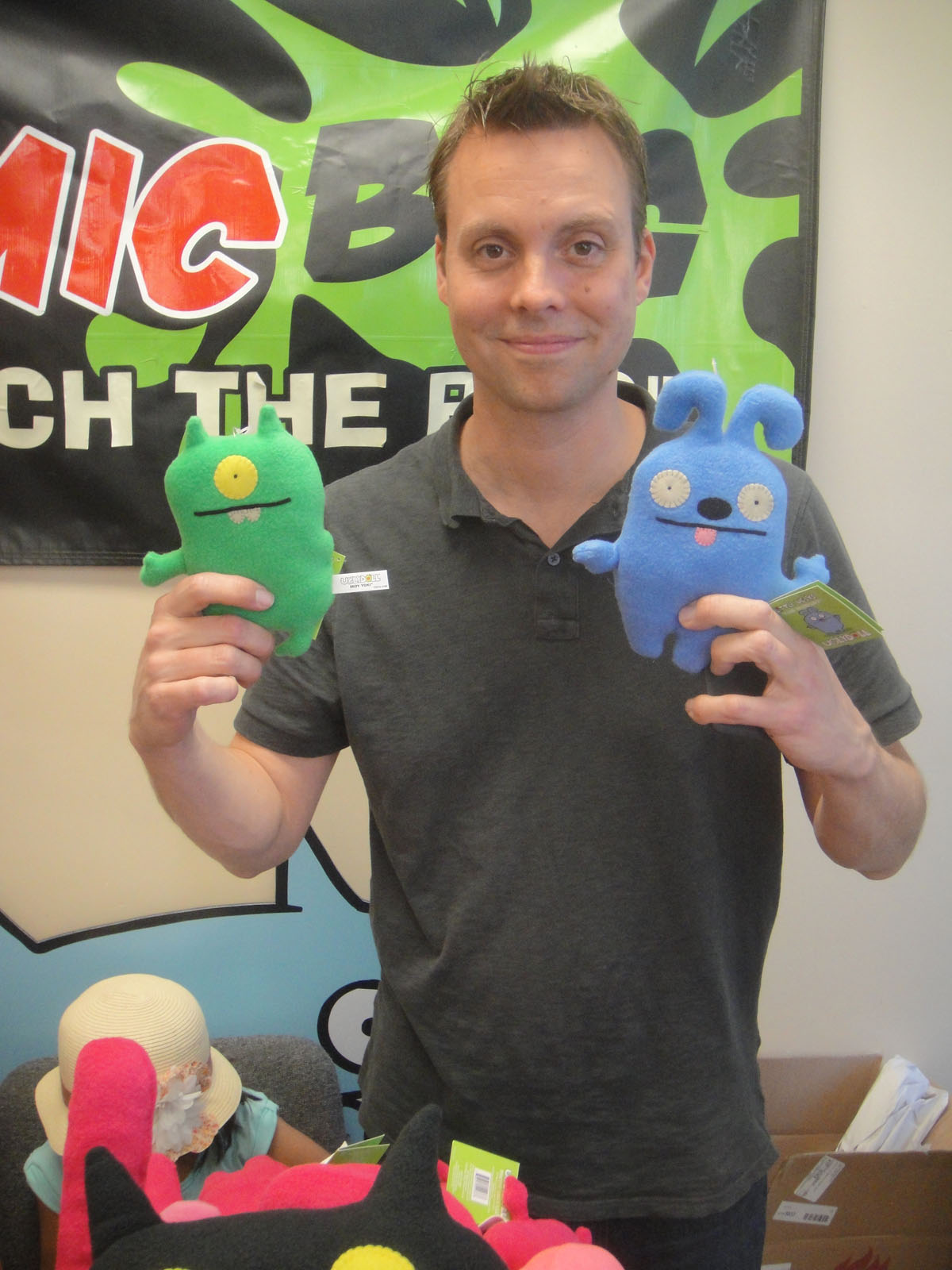
醜娃娃的創始人大衛·霍爾維斯於2012年的免費漫畫日上。

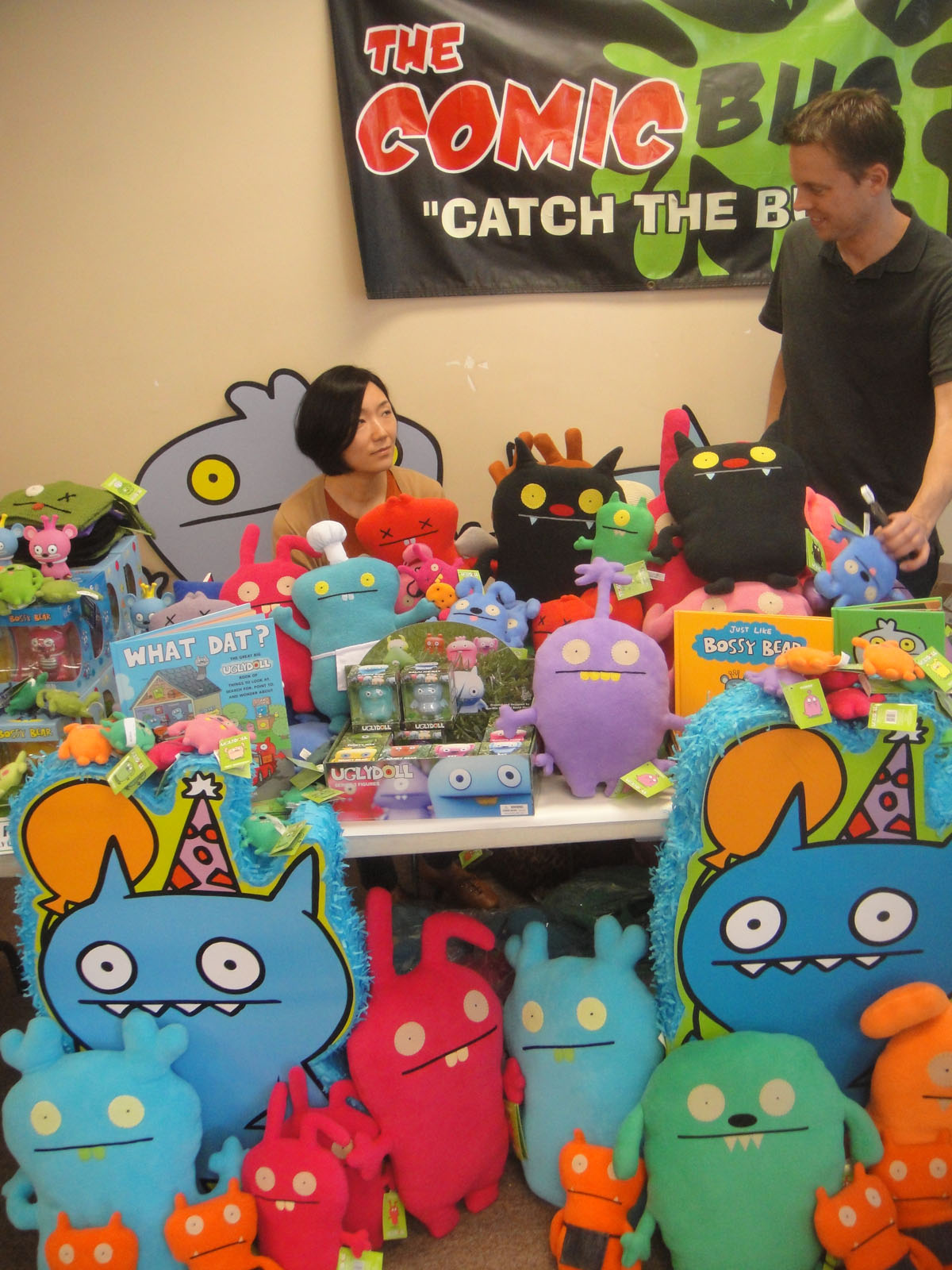
大衛·霍爾維斯（右）和妻子金善敏（左）於2012年免費漫畫日上。

醜娃娃（英語：UglyDolls）是一個毛绒玩具品牌，由大衛·霍爾維斯和金善敏（Sun-min Kim）共同創作。醜娃娃系列於2001年2月推出，並於2006年獲玩具業協會授予年度特色玩具獎。

## 其他媒體

### 電影
改編動畫電影由凱利·艾西貝瑞執導，STX娛樂定於2019年5月在美國上映。

### 電視動畫
2018年5月，Hulu與STX娛樂簽約，以共同製作一部醜娃娃的動畫系列。Hulu還獲得了動畫電影的SVOD版權。該動畫系列共26集。

## 外部連結
- 官方网站